# Microdrymadusa
Microdrymadusa is een geslacht van rechtvleugeligen uit de familie sabelsprinkhanen (Tettigoniidae). De wetenschappelijke naam van dit geslacht is voor het eerst geldig gepubliceerd in 1967 door Bey-Bienko.

## Soorten
Het geslacht Microdrymadusa  is monotypisch en omvat slechts de volgende soort:
- Microdrymadusa bispina (Bey-Bienko, 1967)